# Fi1 Lupi
Fi1 Lupi (φ1 Lupi, förkortad Fi1 Lup, φ1 Lup), som är stjärnans Bayer-beteckning, är en ensam stjärna i nordvästra delen av stjärnbilden Vargen. Den har en skenbar magnitud av 3,58 och är synlig för blotta ögat där ljusföroreningar ej förekommer. Baserat på parallaxmätning inom Hipparcosuppdraget på ca 11,9 mas, beräknas den befinna sig på ett avstånd av ca 275 ljusår (84 parsek) från solen.

## Egenskaper
Fi1 Lupi är en orange till röd jättestjärna i huvudserien av spektralklass K5 III. Dess uppmätta vinkeldiameter är, efter korrigering för randfördunkling, 5,69 ± 0,07 mas, vilken på det uppskattade avståndet till stjärnan ger en radie som är ca 52 gånger solens radie. Den avger ca 711 gånger mer energi än solen från dess fotosfär vid en effektiv temperatur på ca 3 900 K.
Fi1 Lupi är en variabel stjärna av okänd typ, med en amplitud på 0,008 i skenbar magnitud och en period av 4,82 dygn.